# وادي قسيم (فرع العدين)

تعديل مصدري - تعديل

وادي قسيم محلة تابعة لقرية حسيد، التابعة لعزلة العاقبة بمديرية فرع العدين إحدى مديريات محافظة إب في الجمهورية اليمنية، بلغ تعداد سكانها 22 حسب تعداد اليمن لعام 2004.